# Georges Denola
Georges Samson Denola (* 29. August 1865 in Paris; † 3. März 1944 in Neuilly-sur-Seine) war ein französischer Komponist, Varietékünstler, Regisseur und Schauspieler.

## Leben
Denola begann seine Karriere im Filmgeschäft als Schauspieler, bildete sich bis 1908 weiter zum  Regisseur und arbeitete kurz darauf für die Société cinématographique des auteurs et gens de lettres (SCAGL), wo er dramatische und melodramatische Stummfilmprojekte wie La Femme du saltimbanque (1910, deutsch: Die Frau des Akrobaten) und L'Enfant de la folle (1913, deutsch: Das Kind der Verrückten) umsetzte.
Denolas bemerkenswertester Film ist der  1913  veröffentlichte Kriminalfilm La Jeunesse de Rocambole. Zusammen mit Louis Delluc brachte er von 1920 bis 1921 eine der ersten Filmzeitschriften heraus, Le Jornal des ciné-club. Als Schauspieler war Georges Denola im Stummfilm L'Hirondelle et la Mésange (1920) und als Rentner im 1939 veröffentlichten Tonfilm Lebensabend (La Fin du jour) zu sehen.

## Filmografie

### Regisseur
- 1908: Une aventure de Marie-Antoinette
- 1908: Le Coup de fusil, Kurzfilm
- 1908: Charlotte Corday
- 1909: Chercheurs d'or
- 1910: Amour de Page
- 1910: Zizi la bouquetière
- 1910: Voleur d'amour
- 1910: Un homme habile
- 1910: Une gentille petite femme (Une petite femme bien douce)
- 1910: Le Gendarme sauve le voleur (Le Trimardeur)
- 1910: La Tournée du percepteur
- 1910: L'Une pour l'autre (Sœurs de lait)
- 1910: Le Revenant
- 1910: Les Larmes de l'enfant (Le Retour au foyer)
- 1910: Le Rendez-vous
- 1910: Promenade d'amour
- 1910: Pour les beaux yeux de la voisine
- 1910: Une heure d'oubli (La Pigeonne)
- 1910: Par un jour de carnaval
- 1910: Loin des yeux, loin du cœur
- 1910: L'Illusion (L'Illusion des yeux)
- 1910: L'Accident (L'Heureux accident)
- 1910: Fleur des maquis
- 1910: Les Fiancés de Colombine
- 1910: La Fête de Marguerite
- 1910: La Femme du saltimbanque
- 1910: La Faute du notaire
- 1910: L'Évasion de Vidocq
- 1910: Deux petits Jésus
- 1910: Au temps des grisettes
- 1910: Amour de page
- 1911: La Vénus d'Arles
- 1911: Une femme trop aimante
- 1911: Souris d'hôtel
- 1911: À qui l'héritière? (La Ruse de Miss Plumcake)
- 1911: Romain Kalbris
- 1911: Le Remords du juge
- 1911: Le Pot de confitures
- 1911: Philémon et Baucis
- 1911: Oiseau de printemps, hirondelle d'hiver
- 1911: Frisette, blanchisseuse de fin (La Note de la blanchisseuse)
- 1911: Galathée (Moderne Galathée)
- 1911: Mimi Pinson
- 1911: Fatale rencontre (La Lettre inachevée)
- 1911: L'Homme au grand manteau
- 1911: La Gouvernante
- 1911: La Fille du clown
- 1911: La Clémence d'Isabeau, princesse d'Héristal
- 1911: Le Chef d'œuvre
- 1911: La Tournée du docteur (Le Cabriolet du docteur)
- 1911: Les Bottes de Kouba
- 1911: La Bonté de Jacques V
- 1911: La Servante (La Bonne à tout faire)
- 1911: Bonaparte et Pichegru - 1804 (Bonaparte et Pichegru)
- 1911: L'Anniversaire de Mademoiselle Félicité
- 1911: L'Abîme
- 1912: La Voleuse d'enfants
- 1912: Sa majesté Grippemiche
- 1912: Le Fabricant d'automates (La Poupée tyrolienne)
- 1912: Un grand amour (Pianiste par amour)
- 1912: La Moche
- 1912: L'Heure du berger
- 1912: La Folle de Pen-March (La Folle de Penmarch)
- 1912: Les Enfants perdus dans la forêt
- 1912: La Dernière aventure du prince Curaçao
- 1912: Toto jaloux (Le Crime de Toto)
- 1912: Le Cœur des pauvres
- 1912: Le Chercheur de truffes
- 1912: L'Auberge du tohu-bohu
- 1912: La Vengeance de Licinius
- 1912: Pauvre père
- 1912: La Porteuse de pain
- 1912: La Petite fonctionnaire
- 1913: La Jeunesse de Rocambole (Rocambole)
- 1913: Les Pauvres de Paris
- 1913: Les Exploits de Rocambole (Le Nouveau Rocambole)
- 1913: Joséphine vendue par ses sœurs
- 1913: Jeanne la maudite
- 1913: L'Enfant de la folle
- 1913: Le Ruisseau
- 1913: Le Roman d'un jeune homme pauvre
- 1914: Rocambole et l'héritage du Marquis de Morfontaine
- 1914: Marie-Jeanne ou la femme du peuple
- 1914: La Douleur d'aimer
- 1915: La Guerre du feu
- 1916: Le Rêve d'Yvonne
- 1916: La Joueuse d'orgue
- 1916: Le Médecin des enfants
- 1916: Le Coffre-fort
- 1917: Le Geste
- 1917: Son fils
- 1917: Le Secret de la comtesse
- 1917: 48, avenue de l'Opéra
- 1917: La Comtesse de Somerive
- 1918: Les Grands
- 1918: André Cornélis
- 1919: L'Argent qui tue

### Schauspieler
- 1920: L'Hirondelle et la Mésange
- 1939: Lebensabend (La Fin du jour)